# Nectandra laurel
Nectandra laurel là loài thực vật có hoa trong họ Nguyệt quế. Loài này được Klotzsch ex Nees miêu tả khoa học đầu tiên năm 1848.